# Boarmia atilla
Boarmia atilla là một loài bướm đêm trong họ Geometridae.